# NGC 7522
NGC 7522 – prawdopodobnie gwiazda znajdująca się w gwiazdozbiorze Wodnika. Zaobserwował ją Frank Muller w 1886 roku i skatalogował jako obiekt typu „mgławicowego”. Niektóre katalogi i bazy obiektów astronomicznych (np. SIMBAD) jako NGC 7522 identyfikują pobliską galaktykę LEDA 70742 (PGC 70742), lecz jest ona najprawdopodobniej zbyt słabo widoczna, by Muller mógł ją zaobserwować przez swój 26-calowy refraktor.